# Portão
Portão, amtlich portugiesisch Município de Portão, ist eine Stadt im Bundesstaat Rio Grande do Sul im Süden Brasiliens. Sie liegt etwa 40 km nördlich von Porto Alegre im Vale do Caí. 

## Lage
Benachbart sind die Gemeinden im Norden São José do Hortêncio und Lindolfo Collor, im Osten Estância Velha, im Südosten São Leopoldo und Sapucaia, im Süden Nova Santa Rita, im Westen Capela de Santana und im Nordwesten São Sebastião do Caí.

## Geschichte
Ursprünglich war Portão Teil der Munizipien Canoas, Estância Velha, São Leopoldo und São Sebastião do Caí und wurde zunächst am 30. April 1927 als Bezirk Distrito de Estação Portão von São Sebastião do Caí gegründet. Durch das Lei Estadual n.º 4.579 vom 9. Oktober 1963 erhielt der Distrikt  das Selbstverwaltungsrecht als Munizip.